# 49th Parallel
49th Parallel is een Britse oorlogsfilm uit 1941 onder regie van Michael Powell. Destijds werd de film in het Nederlandse taalgebied uitgebracht onder de titel 49ste breedtegraad.

## Verhaal
In 1941 dringt een Duitse onderzeeër de Canadese territoriale wateren binnen. De duikboot wordt opgemerkt en getorpedeerd. Even voordien zijn enkele nazi's aan wal gegaan. Ze zien zich genoodzaakt om landinwaarts te trekken.

## Rolverdeling
| Acteur           | Personage              |
| ---------------- | ---------------------- |
| Richard George   | Commandant Bernsdorff  |
| Eric Portman     | Luitenant Hirth        |
| Raymond Lovell   | Luitenant Kuhnecke     |
| Niall MacGinnis  | Vogel                  |
| Peter Moore      | Kranz                  |
| John Chandos     | Lohrmann               |
| Basil Appleby    | Jahner                 |
| Laurence Olivier | Johnnie                |
| Finlay Currie    | Factor                 |
| Ley On           | Nick                   |
| Anton Walbrook   | Peter                  |
| Glynis Johns     | Anna                   |
| Charles Victor   | Andreas                |
| Frederick Piper  | David                  |
| Leslie Howard    | Philip Armstrong Scott |